# Ernest und Celestine suchen Simon
Ernest und Celestine suchen Simon (französischer Originaltitel Ernest et Célestine ont perdu Siméon) ist das erste Buch aus der gleichnamigen Ernest-und-Celestine-Bilderbuchreihe der belgischen Kinderbuchautorin und Illustratorin Gabrielle Vincent, das 1981 beim belgischen Verlag Casterman veröffentlicht wurde. Die deutsche Erstausgabe erschien 1982 beim Verlag Sauerländer unter dem Titel Mimi und Brumm verlieren Simon. 2009 wurde das Buch als Ernest und Celestine suchen Simon in einer Übersetzung von Sophia Sonntag beim Tulipan Verlag veröffentlicht.

## Inhalt
Der Bär Ernest macht mit der Maus Celestine einen winterlichen Spaziergang. Dabei verliert Celestine ihren Plüschpinguin Simon. Weil es kalt ist und bald dunkel wird, können sie nicht mehr nach ihm suchen. Ernest verspricht Celestine zu Hause, dass sie Simon bestimmt wiederfinden würden. Zwar entdeckt Ernest den Pinguin noch in der Nacht im Schnee, doch dieser ist nicht mehr zu retten. Der Bär geht am nächsten Tag in einen Spielwarenladen, doch es gibt leider keinen Plüschpinguin, nur andere Plüschtiere. Ernest kauft mehrere davon, aber Celestine lässt sich damit nicht trösten, denn die Maus möchte unbedingt ihren Simon wiederhaben. Daraufhin bittet der Bär Celestine, ein paar Bilder von Simon zu malen. Nach diesen als Vorlage näht Ernest heimlich einen Plüschpinguin und hängt ihn auf den Christbaum. Celestine merkt den Unterschied nicht und glaubt, Simon sei zurückgekommen. Froh darüber lädt Ernest jede Menge Freunde zu einer Weihnachtsfeier ein. Celestine ist überglücklich und als Ernest sie am nächsten Tag bittet, ihm beim Abwasch zu helfen, verspricht ihm die Maus, dies immer zu tun, wenn der Bär das wolle.

## Rezeption
Marine Ganofsky schreibt in ihrer Rezension: „Noch bevor man das Buch überhaupt aufgeschlagen hat, weiß man schon, dass diese Geschichte und diese Figuren einen berühren werden. Gabrielle Vincents Bild von Ernest und Celestine auf dem Einband lässt bereits all die liebevolle Poesie anklingen, die in ihren Texten steckt.“ Claudia Birk-Gehrke befindet in ihrer Rezension: „In pastellfarbigen Tönen coloriert, ist diese Bildergeschichte, die im Textteil nur mit der wörtlichen Rede der beiden Protagonisten auskommt, insbesondere für Kinder von ungefähr drei bis fünf Jahren zum Vorlesen und Erzählen geeignet. Der sparsam eingesetzte Text lädt dazu ein, vor allem die nostalgisch anmutenden Bilder genauer anzuschauen, so dass auch Kinder selbst beim Betrachten einiges hierzu erzählen können. Wie schlimm es ist, das geliebte Stofftier zu verlieren, dürfte dabei so manchem kleinen Zuhörer aus eigener Erfahrung bekannt sein. Bleibt nur die Frage offen, warum Ernest nicht zumindest versucht, den eingeschneiten Simon zu befreien und zu Hause einfach zu trocknen.“

## Referenzen
Ernest und Celestine suchen Simon ist in dem literarischen Nachschlagewerk 1001 Kinder- und Jugendbücher – Lies uns, bevor Du erwachsen bist! für die Altersstufe 3+ Jahre enthalten.

## Adaptionen
2012 erschien Ernest & Célestine als Zeichentrickfilm, der auf der Bilderbuchreihe basiert. Von 2017 bis 2021 erschien die Fernsehserie Ernest & Celestine – Die Serie in zwei Staffeln mit jeweils 26 Folgen.

## Ausgaben
- Ernest et Célestine ont perdu Siméon. Casterman, Belgien 1981 (französisch).
- Mimi und Brumm verlieren Simon. Sauerländer, 1982.
- Ernest und Celestine suchen Simon. Tulipan, Berlin 2009.